# Большое Озеро (Красноярский край)
Большое Озеро — село в Шарыповском районе Красноярского края России. Входит в состав Парнинского сельсовета.

## География
Село расположено в 45 километрах к югу от районного центра Шарыпово, между озерами Большое (быв. Божье) и Малое.

## История
По данным на 1926 год село Божье Озеро состояло из 148 хозяйств. В административном отношении являлось центром Божье-Озерского сельсовета Чебаковского района Хакасского округа Сибирского края.

## Население
| 1911 | 2010 |
| ---- | ---- |
| 580  | ↘337 |

По данным переписи 1926 года в селе проживало 718 человек (351 мужчина и 367 женщин), основное население — русские.
Гендерный состав
По данным Всероссийской переписи населения 2010 года 167 мужчин и 170 женщин из 337 чел.